# Polifuran
Polifuran (PF, PFu) – organiczny polimer przewodzący prąd elektryczny zawierający heterocykliczny układ furanu. Badany w kierunku wykorzystania w optoelektronice. Wykazuje silną i odwracalną zależność przewodnictwa elektrycznego od wilgotności. Ma budowę płaską.